# György Lázár
György Lázár (ur. 15 września 1924 w Isaszeg, zm. 2 października 2014) – węgierski polityk, działacz komunistyczny.
W 1945 wstąpił do Komunistycznej Partii Węgier. Pozostawał członkiem KPW do czasu połączenia z Partią Socjaldemokratyczną w 1948. Później działał w Węgierskiej Partii Pracujących i Węgierskiej Socjalistycznej Partii Robotniczej. W latach 1970–1973 sprawował urząd ministra pracy. Od 1975 do 1988 był członkiem Biura Politycznego Komitetu Centralnego WSPR. Od 1973 do 1975 pełnił funkcję wicepremiera, a w latach 1975–1987 premiera Węgier.